# Стоун, Генри
Генри Стоун (англ. Henry Stone; 1616, Лондон — 24 августа 1653, Лондон), известный как «Старый Камень» (игра слов: англ. stone — камень), — английский живописец, прославившийся копиями картин фламандского живописца-портретиста Антониса Ван Дейка.

## Биография
Генри был старшим сыном известного скульптора и архитектора Николаса Стоуна (1586—1647); его братья: Джон (1620—1667), скульптор, и Николас Стоун-младший (1618—1647), скульптор, работавший под руководством Дж. Л. Бернини в Риме.
Генри отправился в Голландию, где стал учеником своего дяди, художника Томаса де Кейзера. Позднее он отправился в путешествие по континенту со своим братом Николасом-младшим, посетив Францию и Италию и изучая произведения искусства. Вернулся в Англию в 1642 году. После смерти отца он и его младший брат Джон продолжили дело отца, работая скульпторами и мастерами-каменщиками (в то время эти профессии часто совмещали).
Однако Генри Стоун был известен прежде всего как художник-портретист, он превосходно копировал работы Антониса Ван Дейка, картины которого были популярны в Англии, и итальянских мастеров. Он также опубликовал небольшую книгу о живописи под названием «Третья часть искусства живописи» (The Third Part of the Art of Painting).
Генри Стоун унаследовал дом и мастерскую своего отца в Лонг-Акре, Лондон, и скончался там 24 августа 1653 года. Он был похоронен 27 августа рядом с отцом в церкви Святого Мартина, и в надгробной надписи указано, что он провёл большую часть жизни — тридцать семь лет — в Голландии, Франции и Италии. Его обычно называют «Старым камнем», чтобы отличать от младших братьев.
Известный портрет Генри Стоуна был написан сэром Питером Лели.